# 이현주 (작가)
이현주는 드라마 작가이다.

## 생애
이현주는 대한민국의 드라마 작가이다.

## 집필 작품

### 드라마
- 2010년 KBS 드라마 스페셜 《나는 나비》
- 2011년 MBC 10부작 토요 드라마 《심야병원》(극본)
- 2012년 KBS 드라마 스페셜《보통의 연애》(극본)
- 2012년 KBS 드라마 스페셜《내가 가장 예뻤을 때》
- 2012년~2013년 KBS 월화드라마《학교2013》 (극본)
- 2013년 MBC 드라마 페스티벌《수사부반장-왕조현을 지켜라!》(극본)
- 2014년 MBC 월화드라마 《오만과 편견》
- 2017년~2018년 SBS 월화드라마 《의문의 일승》 (극본)